# Cothonaspis pentatoma
Cothonaspis pentatoma är en stekelart som beskrevs av Hartig 1840. Cothonaspis pentatoma ingår i släktet Cothonaspis, och familjen glattsteklar. Arten är reproducerande i Sverige.